# Sharon Maymon
Sharon Maymon, né le 21 octobre 1973 à Ramla, en Israël, est un réalisateur et scénariste israélien.

## Filmographie

### Comme réalisateur et scénariste
- 2006 : Mortgage (TV)
- 2009 : Sumô (A Matter of Size)
- 2010 : To Kill a Bumblebee (Laharog Dvora)
- 2012 : Summer Vacation
- 2014 : Magic Men (uniquement coscénariste)
- 2014 : Fin de partie (Mita Tova)